# Igors Troickis
Igors Troickis, né le 11 janvier 1969 en Lettonie, est un footballeur international letton, qui évoluait au poste de défenseur.

## Biographie

### Carrière de joueur
Igors Troickis dispute 7 matchs en Ligue des champions, pour un but inscrit, et 11 matchs en Coupe de l'UEFA,. En Ligue des champions, il inscrit un but le 25 août 1993, lors du premier tour préliminaire contre le NK Olimpija Ljubljana.

### Carrière internationale
Igors Troickis compte 41 sélections avec l'équipe de Lettonie entre 1992 et 2001. 
Il est convoqué pour la première fois par le sélectionneur national Jānis Gilis pour un match amical contre la Roumanie le 8 avril 1992 (défaite 2-0). Il reçoit sa dernière sélection le 24 mars 2001 contre la Croatie (défaite 4-1).

## Palmarès

### En club
- Avec le Skonto Riga
  - Champion de Lettonie en 1992, 1993, 1994, 1995 et 1996
  - Vainqueur de la Coupe de Lettonie en 1992 et 1995

- Avec le FK Ventspils
  - Vainqueur de la Coupe de Lettonie en 2003

### En sélection
- Vainqueur de la Coupe baltique en 1993